# Грінфілд (округ Сок, Вісконсин)
Грінфілд (англ. Greenfield) — місто (англ. town) в США, в окрузі Сок штату Вісконсин. Населення — 909 осіб (2020).

## Демографія
Згідно з переписом 2010 року, у місті мешкали 932 особи в 362 домогосподарствах у складі 277 родин. Було 405 помешкань
Расовий склад населення:
| - 96,2 % — білих - 0,9 % — корінних американців - 0,2 % — азіатів - 0,1 % — вихідців з тихоокеанських островів - 0,1 % — чорних або афроамериканців - 1,5 % — осіб інших рас |

До двох чи більше рас належало 1,0 %. Частка іспаномовних становила 3,5 % від усіх жителів.
За віковим діапазоном населення розподілялося таким чином: 23,8 % — особи молодші 18 років, 63,2 % — особи у віці 18—64 років, 13,0 % — особи у віці 65 років та старші. Медіана віку мешканця становила 44,4 року. На 100 осіб жіночої статі у місті припадало 103,5 чоловіків;  на 100 жінок у віці від 18 років та старших — 102,3 чоловіків також старших 18 років.
Середній дохід на одне домашнє господарство  становив 80 310 доларів США (медіана — 63 281), а середній дохід на одну сім'ю — 84 804 долари (медіана — 66 518). Медіана доходів становила 51 719 доларів для чоловіків та 44 615 доларів для жінок. За межею бідності перебувало 2,2 % осіб, у тому числі 2,1 % дітей у віці до 18 років та 3,4 % осіб у віці 65 років та старших.
Цивільне працевлаштоване населення становило 538 осіб. Основні галузі зайнятості: освіта, охорона здоров'я та соціальна допомога — 22,3 %, виробництво — 13,0 %, мистецтво, розваги та відпочинок — 10,6 %, роздрібна торгівля — 9,1 %.